# Каугайокі
Ка́угайокі (фін. Kauhajoki)  – місто на північному заході Фінляндії. 

## Географія
Місто розташоване у провінції Західна Фінляндія і є частиною регіону Південна Пог'янмаа. Населення  – 14 176 осіб,  площа  – 1,299.10 км² із якої 16,46 км²  – водяне дзеркало. Щільність  – 10,91 осіб/км².

## Історія
- У 1584 збудована перша каплиця.

- Під час Зимової війни у Каугайокі було евакуйовано фінський парламент та тимчасово переміщений законодавчий орган, далеко від лінії фронту. Парламент провів 34 пленарні засідання в Каугайокі, останнє - 12 лютого 1940 року[6].

## Відомі люди

### Спорт
- Карло Манінка  – фінський легкоатлет, олімпійський медаліст. Мешкає в Каугайокі.
- Йоуко Саломяки  – фінський борець, олімпійський чемпіон, народився в Каугайокі. .
- Гелі Крюгер  – фінська легкоатлетка, Чемпіонка світу, народилася в Каугайокі.
- Яні Гаапамякі  – чемпіон Європи по боротьбі, народився в Каугайокі.
- Веса Гіеталагті  – чемпіон світу по біатлону, уродженець Каугайокі.